# 203
Правління Септімія Севера в Римській імперії.
У Китаї править династія Хань, в Індії — Кушанська імперія.

## Події
- Відбудовано Візантій.
- Зведена Арка Септіміуса Северуса.